# Pål Lundin
Pål Mikael Lundin (* 21. November 1964 in Osby) ist ein ehemaliger schwedischer Fußball-Torwart.

## Leben
Lundin war langjähriger Keeper bei Östers IF aus Växjö und hatte 190 Ligaspiele für diesen Klub absolviert, bevor er 1999 nach England zu Oxford United wechselte. Dort kam er in seiner einzigen Auslands-Saison 27 Mal zum Einsatz. Lundin galt als einer der besten schwedischen Torhüter seiner Generation, konnte jedoch weder große Erfolge einfahren, noch jemals das Trikot der Nationalmannschaft überstreifen.
Seine Karriere beendete Lundin 2003 bei Trelleborgs FF, für die er in zwei Spielzeiten 46 Ligaspiele absolviert hatte. Heute lebt Lundin als Handwerker in seiner Heimatstadt Osby, ist verheiratet, hat drei Kinder und ist Torwarttrainer im örtlichen Fußballverein IFK Osby.

## Trivia
Wie Lundin selbst mehrfach berichtet hat, rief ihn Nationaltrainer Tommy Svensson am Ostersonntag 1991 an und lud ihn zu einem Länderspiel gegen Österreich ein. Lundin hielt das für einen Scherz und legte auf. Auch einen zweiten Anruf Svenssons würgte Lundin ab. Erst als sein damaliger Mannschaftstrainer ihn anrief und ihn persönlich zum Flughafen brachte, glaubte Lundin die Geschichte. Beim Spiel gegen Österreich saß Lundin jedoch nur auf der Bank – nach eigener Darstellung stark verkatert. Auch bei einer weiteren Nominierung 1992 blieb Lundin ohne Einsatz.